# 마카오 우정국

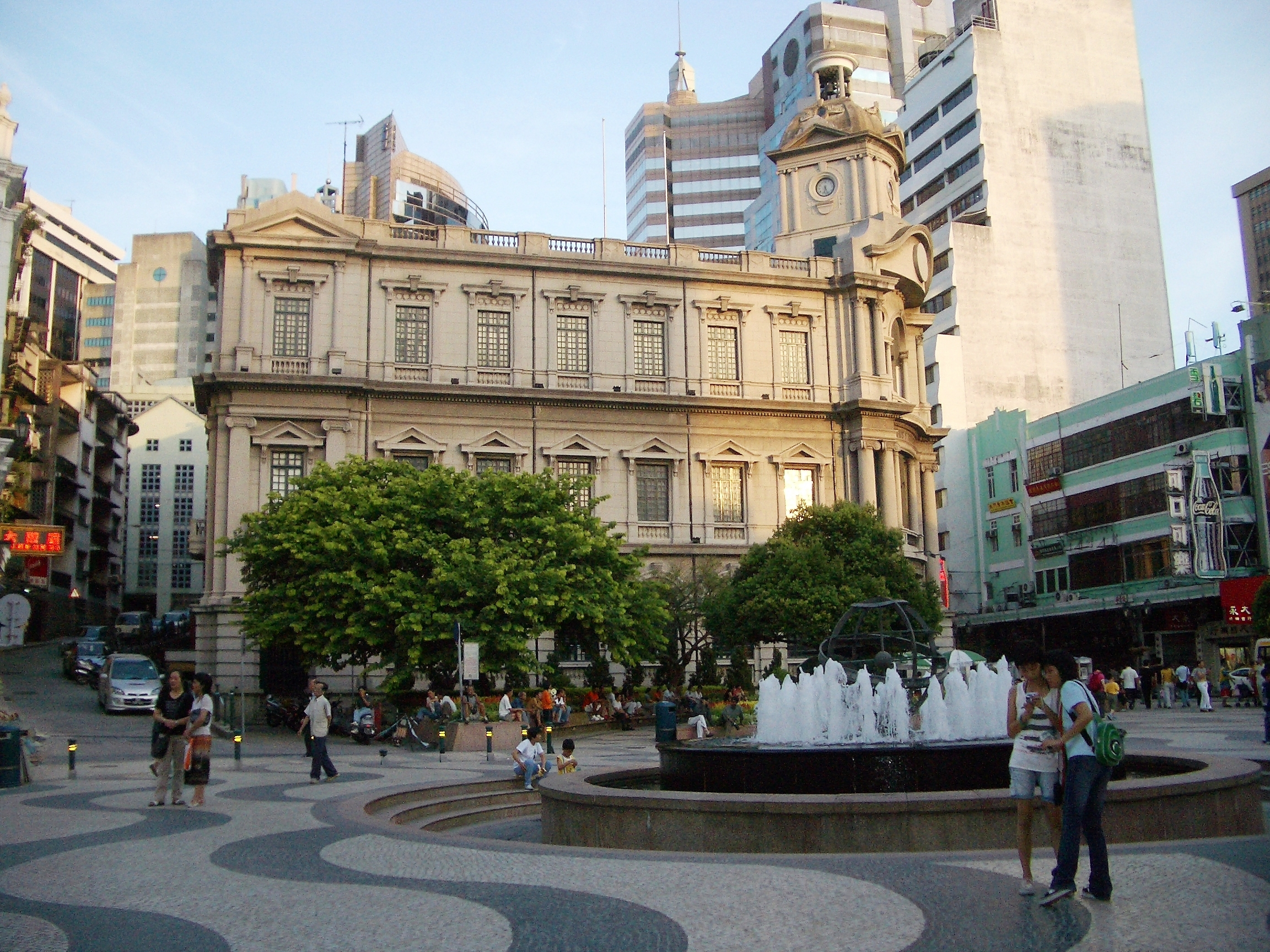
마카오 우정국

마카오 우정국(중국어: 澳門郵政局, Macau Post and Telecommunications, CTT)은 마카오의 우정에 관한 일을 맡는 곳이다. 1869년에 설립되었다. 아시아에서는 홍콩에 이어서 두 번째로 근대적인 우편 업무를 시작하였다. 1999년 마카오가 중국에 반환되기 전까지는 포르투갈에 의해 운영되었다. 한때 전신 업무와 방송 업무도 맡은 적이 있었다.